# 11210 Kevinqian
11210 Kevinqian este o planetă minoră (asteroid), cu un diametru de 8,526 km, din centura de asteroizi. A fost descoperită pe 6 aprilie 1999 la Magdalena Ridge Observatory⁠(d) de Lincoln Near-Earth Asteroid Research. 
Obiectul prezintă o orbită caracterizată de o semiaxă mare de 2,4648239 UAi, o excentricitate de 0,15, o înclinație de 2,54094 ° în raport cu ecliptica.